# Beonex Communicator
Beonex Communicator是由德國Mozilla開發者Ben Bucksch基於Mozilla Application Suite所開發的開放原始碼網路套件。目的旨在提供比其他商業產品具有更高的安全性和隱私性。該網路套件包含網頁瀏覽器、電子郵件、新聞客戶端、HTML編輯器（基於Mozilla Composer）和IRC客戶端（基於ChatZilla）。

## 外部連結
- 官方网站